# شهرستان چینگ‌گانگ
شهرستان چینگ‌گانگ  (به چینی:青冈县) یک شهرستان در استان هئی‌لونگ‌جیانگ چین است که در تابعیت شهر سوی‌هوا قرار دارد.
شهرستان چینگ‌گانگ در فاصلهٔ بینابین مرکز «شهر در سطح ولایت» سوی‌هوا، منطقه بئی‌لین و مرکز «شهر در سطح ولایت» داچینگ قرار دارد، فاصله‌ای حدود ۸۵ کیلومتری در غرب منطقه بئی‌لین و حدود ۱۰۰ کیلومتری در شرق داچینگ. آزادراه استانی S18 و شاهراه ملی G203 چینگ‌گانگ را به منطقه بئی‌لین و شهرستان وانگ‌کوی در شرق، وبه آن‌دا و داچینگ در غرب وصل می‌کند.

## تقسیمات اداری
شهرستان چینگ‌گانگ به ۱۲ شهرک و ۳ قصبه تابعه تقسیم شده است. شش «میدان» هم‌سطح قصبه نیز تابع این شهرستان می‌باشند، مانند نواحی اداری مزارع و مراتع.
- شهرک چانگ‌شنگ (昌盛镇، Chāngshèng zhèn)
- شهرک چینگ‌گانگ (青冈镇، Qīnggāng zhèn)
- شهرک ده‌شنگ (德胜镇، Déshèng zhèn)
- شهرک ژاگانگ (柞岗镇، Zhàgǎng zhèn)
- شهرک ژن‌شیانگ (祯祥镇، Zhēnxiáng zhèn)
- شهرک ژونگ‌هه (中和镇، Zhōnghé zhèn)
- شهرک شینگ‌هوا (兴华镇، Xìnghuá zhèn)
- شهرک لاودونگ (劳动镇، Láodòng zhèn)
- شهرک لوهه (芦河镇، Lúhé zhèn)
- شهرک مین‌ژنگ (民政镇، Mínzhèng zhèn)
- شهرک یونگ‌فنگ (永丰镇، Yǒngfēng zhèn)
- شهرک یینگ‌چون (迎春镇، Yíngchūn zhèn)

- قصبه جیان‌شه (建设乡، Jiànshè xiāng)
- قصبه شین‌تسون (新村乡، Xīncūn xiāng)
- قصبه لیان‌فنگ (连丰乡، Liánfēng xiāng)

- ایستگاه مشارکتی جنگل‌داری شهرستان چینگ‌گانگ (青冈县林场، Qīnggāng xiàn hùlì yínglínzhàn)
- میدان باغبانی میوه شهرستان چینگ‌گانگ (青冈县果树场، Qīnggāng xiàn Guǒshùchǎng)
- میدان پرورش بذر پایه شهرستان چینگ‌گانگ (青冈县原种场، Qīnggāng xiàn yuánzhǒngchǎng)
- میدان جنگل‌داری شهرستان چینگ‌گانگ (青冈县林场، Qīnggāng xiàn línchǎng)
- میدان زادآوری اسب شهرستان چینگ‌گانگ (青冈县种马场، Qīnggāng xiàn zhǒngmǎchǎng)
- میدان زادآوری گوسفند شهرستان چینگ‌گانگ (青冈县种羊场، Qīnggāng xiàn zhǒngyángchǎng)